# 墨菲·詹森
墨菲·詹森（英語：Murphy Jensen，1968年10月30日—），生于拉丁顿，美国男子网球运动员，1991年成为职业选手。他曾获得法国网球公开赛男子双打冠军。他于2006年退役。

## 家庭
哥哥卢克·詹森。